# قضية اختفاء إكرام تهليل فارح
إكرام تهليل فارح موظفة مدنية صومالية مهتمة بالقانون الدولي لحقوق الإنسان والعلاقات الدولية، عملت لدى وكالة المخابرات والأمن الوطني (الصومال)، اختفت في يونيو 2021، أثناء عملها رئيسة لقسم الأمن السيبراني بجهاز الاستخبارات. 

## خلفية
وفقًا لجواز سفرها الدبلوماسي الصومالي، فإن إكرام وُلدت في كينيا في 24 أغسطس 1996،  وتلقت تعليمها الابتدائية في مانديرا، والثانوي في مدرسة آغا خان الثانوية في العاصمة الكينية نيروبي. حصلت على البكالوريوس في العلاقات الدولية من جامعة الولايات المتحدة الدولية في نيروبي. 
انضمت إكرام إلى جهاز الاستخبارات الوطني نيسا في عام 2017، حيث عملت في مكتب المدير، وتمت ترقيتها إلى مديرة قسم حقوق الإنسان في أكتوبر 2017، تضمنت مهامها التواصل مع السفارة البريطانية في مقديشو وبعثة الاتحاد الإفريقي في الصومال بشأن الأمن القومي، في أكتوبر 2018 انتدبت لمنصب رئيس طاقم حماية عمدة العاصمة مقديشو عبد الرحمن يريسو الذي اغتيل في أغسطس 2019، وعملت في المنصب حتى يوليو 2019.  ابتعثها جهاز المخابرات NISA للدراسة في المملكة المتحدة، حيث حصلت على شهادة في القانون الدولي لحقوق الإنسان من جامعة نوتنغهام في عام 2019، وشهادة الماجستير في الشؤون الدولية من كلية كينجز لندن في عام 2020.   بعد عوتها عملت كرئيسة لوحدة الأمن السيبراني في جهاز المخابرات حتى اختفائها في يونيو 2021.

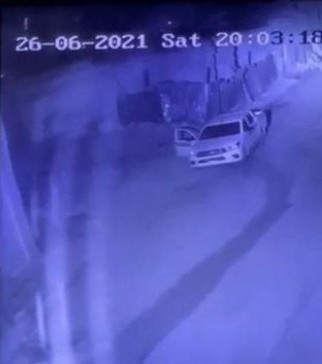
لقطة كاميرات المراقبة لسيارة جيب بيضاء مسجلة لدى نيسا ، 26-06-2021 السبت 23:03:18

## اختطاف
في 26 يونيو 2021، اختُطفت إكرام البالغة من العمر 25 عامًا بالقرب من منزلها في حي عبد العزيز في العاصمة الصومالية مقديشو، بالقرب من مقر جهاز الاستخبارات الوطني نيسا.  وأظهرت لقطات كاميرات المراقبة آخر مرة شوهدت وهي تستقل سيارة جيب تويوتا تابعة لجهاز الاستخبارات نيسا،  موقع جرووي أونلاين أفاد حصوله على اللقطات التي تظهر أنها "ألقيت في سيارة جيب" تحمل لوحة تسجيل نيسا ليلة اختفائها، فيما نفت وكالة المخابرات نيسا توفر لقطات كاميرات مراقبة كون الكاميرا لم تكن تعمل في ذلك الوقت. 

## التحقيقات

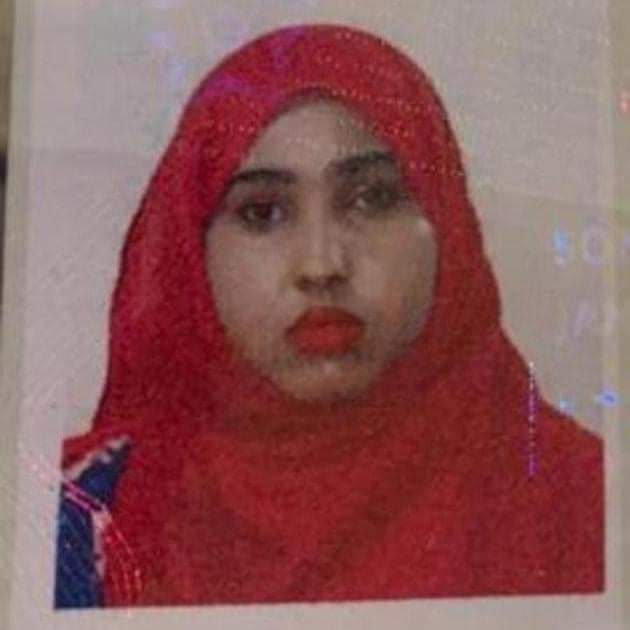
إكرام تهليل فارح قبل اختفائها

نشر جهاز الاستخبارات الوطنية نيسا بيانًا في 2 سبتمبر 2021 حمّلت فيه حركة الشباب مسؤولية اختطاف إكرام تهليل، كما اتهمت فيه الحركة بتصفيتها بعد ذلك،، إلا أن حركة الشباب نفت أي تورط لها في بيان أصدرته 4 سبتمبر 2021. 
في 4 سبتمبر 2021، طلب رئيس الوزراء الصومالي محمد حسين روبلي من مدير جهاز الاستخبارات "نيسا" فهد ياسين تقديم تقرير عن قضية اختطاف إكرام خلال مدة 48 ساعة، في 6 سبتمبر 2021 أعلن رئيس الوزراء تعليق عمل فهد ياسين بسبب إخفاقه في تقديم التقرير، إلا أن الرئيس الصومالي محمد عبد الله محمد  وصف القرار بأنه غير دستوري.  متهما رئيس الوزراء روبلي بـ "عرقلة التحقيق الفعال في قضية إكرام تهليل فارح".  في بيان مشترك صدر في 7 سبتمبر 2021، دعت الهيئة الحكومية الدولية المعنية بالتنمية إيغاد والاتحاد الأوروبي والولايات المتحدة الأمريكية وبعثة الاتحاد الإفريقي والأمم المتحدة إلى إجراء تحقيق ذي مصداقية في قضية اختفاء إكرام. 
أشار المدير العام السابق لـ جهاز الاستخبارات NISA، عبد الله علي سنبللشة، الذي عيّن إكرام في الجهاز عام 2017، إلى أنها ربما تكون مستهدفة بسبب حيازتها لمعلومات حساسة، مؤكدا أن لديها معلومات حول إرسال مجندين من الجيش الصومالي إلى إريتريا  وأنهم ربما يتم إرسالهم إلى إثيوبيا لمساندة الحكومة الإثيوبية في حرب تيغراي .   و دعا مجلس المرشحين الرئاسيين إلى إجراء تحقيق مستقل في القضية. 
رفعت والدة إكرام، غالية محمد جُهاد، قضية في المحكمة العسكرية الصومالية ضد فهد ياسين وعبدالله كولان وعبد الغني ودنا قبد وياسين فري فيما يتعلق باختفاء ابنتها.  وبحسب غالية، فإنا تلقت عرض تسوية خارج المحكمة في حين قال تهليل والد إكرام الذي يعيش في لندن، إن الأسرة لن تقبل أي تسوية من هذا القبيل.  بعد ذلك عين الرئيس الصومالي محمد عبد الله فرماجو لجنة تحقيق اختفاء إكرام، إلا أن غالية والدة إكرام رفضت هذه الخطوة. 
يُعتقد أن إكرام كان بحوزتها معلومات حساسة تتعلق بالهجوم الانتحاري الذي أودى بحياة رئيسها السابق، عمدة مقديشو عبد الرحمن عثمان يريسو،  وإرسال مجندين من الجيش الصومالي يقدر عددهم بـ 4000-7000 لتلقي تدريبات عسكرية في إريتريا ومزاعم إرسالهم للمشاركة في حرب تيغراي في إثيوبيا. 